# Casa de Fierro
La Casa de Fierro, popularmente llamada Casa Eiffel, es una casona prefabricada de hierro localizada en centro de la ciudad peruana de Iquitos. Fue erigida en 1890 durante la fiebre del caucho y se convirtió en uno de los iconos culturales de la ciudad. Está ubicada entre las avenidas Próspero y Putumayo.
La Casa de Fierro es una de las muestras mejor conservadas de la arquitectura civil en el Perú. Los muros, techo y balcones son enyesados en placas rectangulares de hierro. Se considera la primera casa prefabricada de América.

## Historia

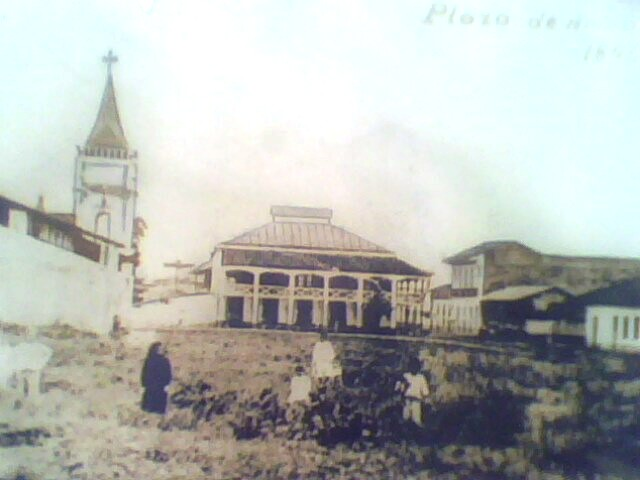
Casa de Fierro circa 1890 visto desde la entonces Plaza de Armas.

El diseño de la Casa de Fierro fue originado por Gustav Eiffel alrededor del año 1860, y construido en los talleres belgas Forges d'Aiseau. La Casa fue exhibida en la Exposición Universal de París de 1889. Julio H. Toots asistió al evento y compró la casa, para llamarla «la Gran Casa».
En 1890, la estructura de la casa llega a Iquitos en forma prefabricada en el buque brasilero Perseverança, el cual cruzó el Océano Atlántico, sin embargo, el tamaño era muy grande y debió ser dividida en dos partes.
La primera parte fue adquirida por Antonio Vaca Diez, socio de Carlos Fermín Fitzcarrald, con la intención de ser llevada hasta el río Mishagua, en Madre de Dios, donde hacia extracciones de caucho. El traslado de la Casa hasta Madre de Dios se vio imposible debido al bajo nivel de agua en el Amazonas, forzándolo a revenderlo. Fue comprada por un comerciante para un uso desconocido, hasta que el clima destruyó su estado, finalmente vendiéndose como chatarra. Algunas partes fueron usadas en la edificación del Mercado Central.
La segunda parte, la más conocida, fue montada en el Centro de Iquitos, mirando a la Plaza de Armas entre las avenidas Putumayo y Próspero. Esta parte se convirtió de forma definitiva en la Casa de Fierro. Esta edificación pasó por varios propietarios entre ellos el empresario Francisco Borges y Anselmo del Águila (quién la uso como mansión). Durante la decadencia de la fiebre del caucho en 1914, fue comprada por el español Julio Queija, quien la convirtió en un restaurante.
Posteriormente a la muerte de su propietario, fue adquirida por un comprador desconocido y usada como fábrica de dulce, centro comercial y tienda de ultramarinos. Judith Acosta de Fortes adquirió la Casa de Fierro, y la estructura fue dividida en pequeñas unidades empresarias en el primer piso.
En 2011, se anunció un proyecto de una ONG para usar la Casa con fines turísticos e históricos, sin embargo, la familia De Fortes exigió una suma costosa de 1.500 dólares mensuales por solo usar el primer piso.
Desde abril de 2019 el segundo piso se ha convertido en un restaurante, en el cual se mantiene la estructura original de la edificación, aquí se pueden apreciar los colores que sus paredes han albergado desde su creación y el tipo de madera que se utilizó originalmente en sus pisos, a esto le acompaña una inmejorable vista desde sus balcones hacia la plaza de armas de la ciudad.

## Diseño

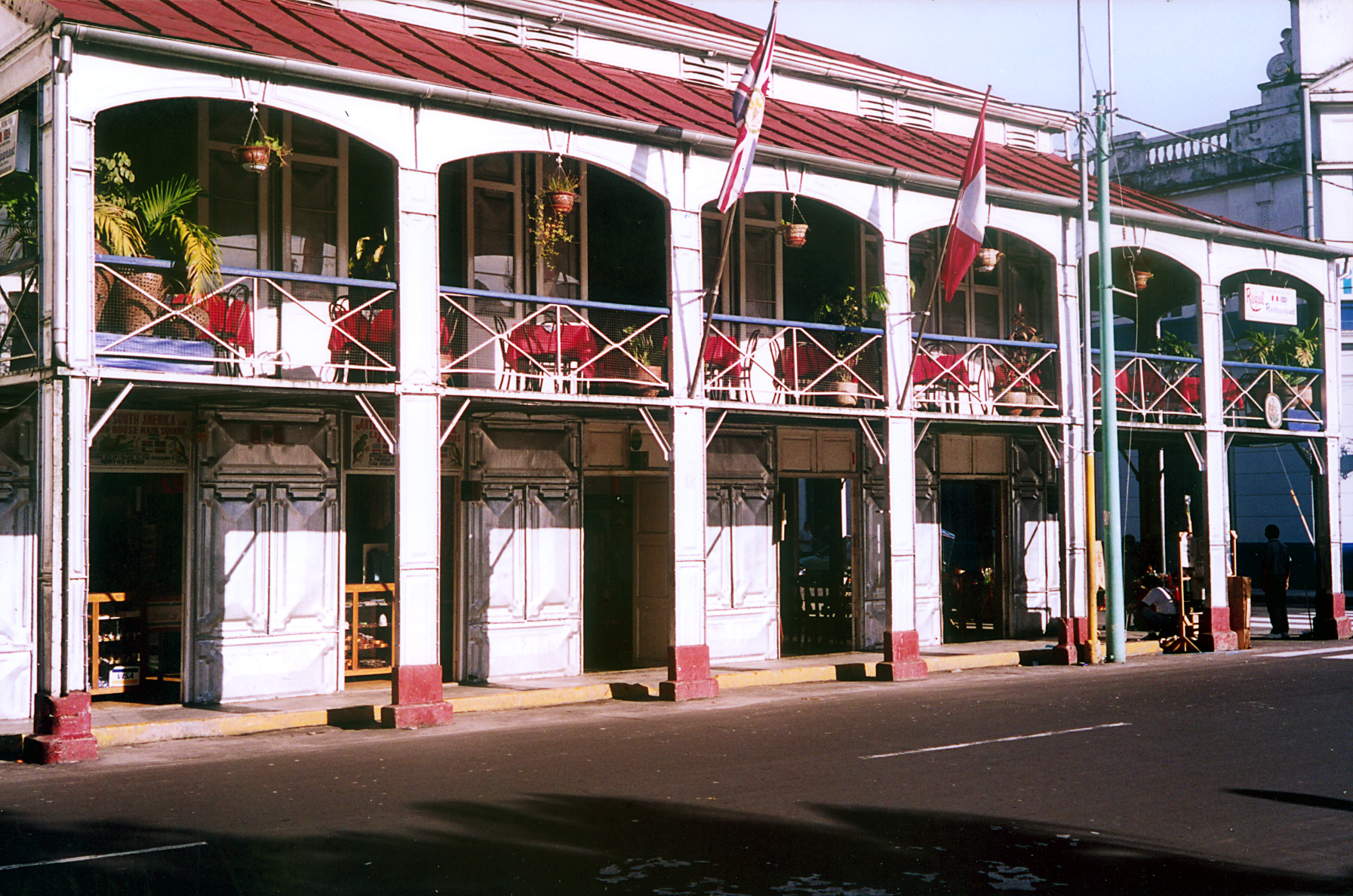
La Casa de Fierro en 2002.

La Casa de Fierro es un meccano de hierro arquitectónico. Las paredes, el techo, y el balcón son enyesados en las hojas (sábanas) rectangulares de hierro, particularmente plateado. El segundo piso está sostenido por un pórtico de columnas plateadas, y sobre la Casa, se alza un techo piramidal, con una mano de pintura guinda.

## Administración
Desde 1985, está siendo administrado por el Club Social de Iquitos; que se ha contribuido en su restauración. Hasta ahora, los pisos de La Casa de Fierro tiene una gran uso en lo que es la gastronomía y cultura.

### Pisos
- 1° piso — Tiendas de recuerdos de viaje
- 2° piso — Restaurante La Casa de Fierro, establecimiento culinario donde se encuentra varios platillos fusión desde típicos a extranjeros y un café muy recomendable.

## En la cultura popular
- La Casa de Fierro es mencionada en Pantaleón y las visitadoras de Mario Vargas Llosa donde se narra una historia de origen completamente diferente.

## Arcaísmo
Usualmente, la palabra fierro es un arcaísmo en el nombre del patrimonio. Es muy usado entre los iquiteños para referenciarla y forma parte, popularmente, del español amazónico.